# Пилица (город)
Пили́ца (пол. Pilica [pʲiˈlʲit͡sa]) — город в Польше, входит в Силезское воеводство, Заверценский повят. Занимает площадь 8,22 км². Население — 1948 человек (на 2004 год).

## Фотографии
- Рынок
- Костёл
- Костёл